# 六十二闊恩爾
哈薩克六十二闊恩爾是哈薩克族傳統音樂，形成於15世紀中期哈薩克汗國建立後，包含六十二套曲，音樂速度一般為偏慢的行板，使用冬布拉、庫布孜、斯布孜額三種樂器演奏，表演過程包括樂曲，民歌、舞蹈、詩歌等藝術形式，代表作有《凱鄂斯闊恩爾》、《撒勒闊恩爾》、《鐵勒闊恩爾》、《瑪依達闊恩爾》、《阿克鶻闊恩爾》等，2008年6月7日，哈薩克六十二闊恩爾被列入第二批中國國家級非物質文化遺產名錄。